# Maskkompost

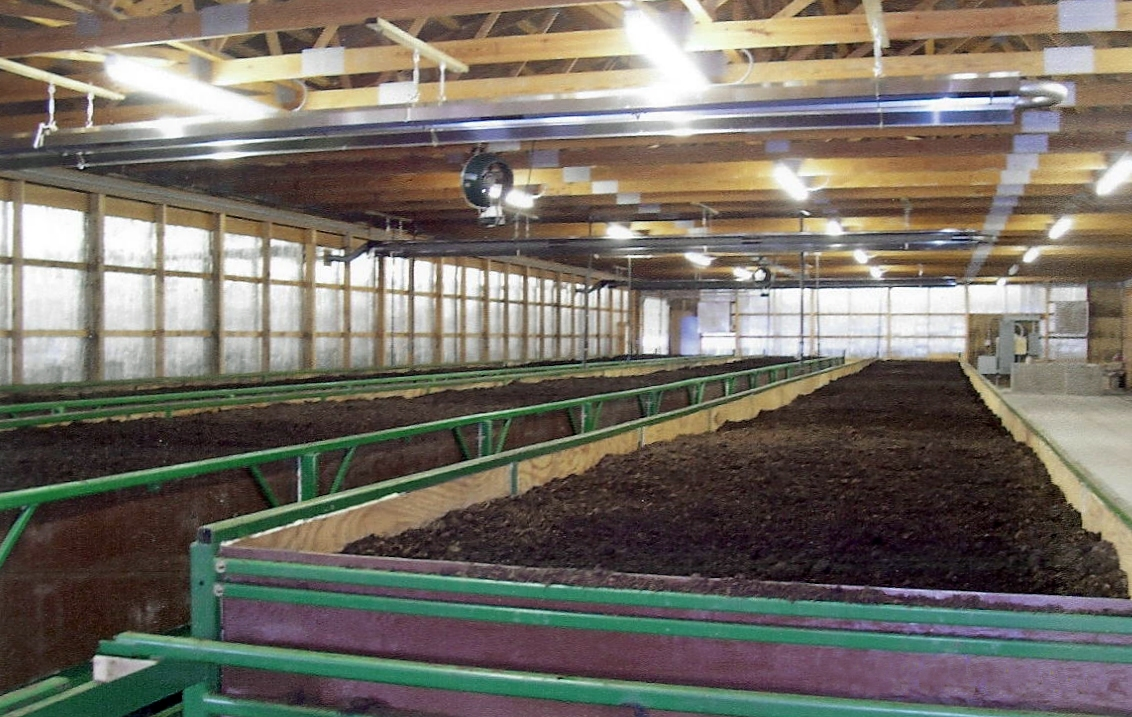
Storskalig maskkompost

Maskkompostering är ett sätt att ta hand om framför allt köksavfall för att få fram jord. Komposteringen sker i en sluten behållare och nedbrytningen sköts av dyngmasken, Eisenia fetida, en sorts daggmask som lever i gödselstackar. 
Fördelen med maskkomposteringen är att den sker fort och att komposten, om den sköts rätt, till och med kan ske inomhus eftersom den är luktfri.

## Skötsel
Maskkompostering bör helst ske i någon typ av behållare som har flera fack. Mellan facken ska det finnas hål som maskarna kan krypa igenom. Om man komposterar köksavfall måste det blandas med någon typ av kolrikt strömaterial, till exempel träspån, halm, torv eller papper.
Man fyller först det ena facket med material och låter maskarna bryta ned det. Facket fylls efterhand som man samlar köksavfall och varje omgång täcks med strömaterial. När ena facket är fullt börjar man fylla det andra. När maskarna är klara i det första facket kryper de själva över i nästa. I det första facket har man nu utmärkt jord som direkt kan användas som planteringsjord eller som gödsel och jordförbättringsmedel.
Dyngmaskar kan man hitta i gödselstackar. Det finns också firmor som säljer dem via postorder.
Det finns även storskaliga maskkomposter.